# Movimiento Republicano
El Movimiento Republicano (MR) fue un partido político chileno, de muy escasa significación, existente entre 1956 y 1961.

## Historia
Fue fundado por el senador independiente por Valparaíso, Manuel Videla Ibáñez, y que en la práctica giraba en torno de la personalidad del general Carlos Ibáñez del Campo, ya que se organizó en 1956 para agrupar a las fuerzas ibañistas independientes.
En las elecciones parlamentarias de 1957, logró elegir un diputado. En esta forma, con el senador Videla Ibáñez, tuvo un representante en cada cuerpo legislativo. Sin embargo no encontró mayor arraigo electoral y se mantuvo precariamente.
En la elección presidencial de 1958 apoyaron la candidatura de Jorge Alessandri Rodríguez.
El partido se desintegró rápidamente en 1961 por falta de representación parlamentaria, y sus miembros se afiliaron a diferentes movimientos y partidos que tenían como principio fundamental el republicanismo.

## Resultados electorales

### Elecciones parlamentarias
| Elección | Diputados | Diputados  | Diputados | Senadores | Senadores  | Senadores |
| Elección | Votos     | % de votos | Escaños   | Votos     | % de votos | Escaños   |
| -------- | --------- | ---------- | --------- | --------- | ---------- | --------- |
| 1957     | 11 106    |            | 1/147     | s/i       |            | 1/45      |

### Elecciones municipales
| Elección | Votos  | % de votos      | Regidores |
| -------- | ------ | --------------- | --------- |
| 1960     | 1578   | \| \| 0,13 % \| | 0/1558    |
|          | 0,13 % |                 |           |